# The Mars Volta
The Mars Volta je americká progrocková kapela založena v roce 2001 bývalými členy známých At the Drive-In, zpěvákem Cedricem Bixlerem-Zavalou a kytaristou Omarem Rodriguezem-Lopezem a dále Isaiahem „Ikeym“ Owensem spolu s Jeremym M. Wardem. Dle slov Omara a Cedrika bylo třeba rozšířit jejich hudební obzory, punk se stal příliš omezujícím (na rozdíl od druhé poloviny ATDI, ze které vznikla formace Sparta, víceméně pokračující v podobném stylu). Tuto snahu prezentovali s EP Tremulant v roce 2002 a okamžitě si získali většinu fanoušků někdejších At the Drive-In. Dají se zařadit do škatulky progressive rock, nezapřou své latinskoamerické kořeny ani punkový základ ze své předchozí kapely At the Drive-In a experimentální směřování.
V lednu 2013 skupina ukončila svou činnost, ale v roce 2019 ji znovu obnovili přípravou alba a v roce 2022 jeho vydáním. Do sestavy se vrátila mj. baskytaristka Eva Gardner, která se skupinou hrála již v jejích počátcích.

## Diskografie

### Studiová alba
- De-Loused in the Comatorium (2003)
- Frances the Mute (2005)
- Amputechture (2006)
- The Bedlam in Goliath (2008)
- Octahedron (2009)
- Noctourniquet (2012)
- The Mars Volta (2022)
- Que Dios Te Maldiga Mi Corazón (2023)
- Lucro Sucio; Los Ojos del Vacío (2025)

### Koncertní alba
- Live (2005)
- Scabdates (2005)

### EP
- Tremulant (2002)
- Live (2005)

## Členové

### Současní
- Omar Rodríguez-López – kytara, syntezátory, produkce (2001–2013, 2019–dosud)
- Cedric Bixler-Zavala – zpěv (2001–2013, 2019–dosud)
- Eva Gardner – baskytara (2001–2002, 2019–dosud)
- Marcel Rodríguez-López – bicí, syntezátory (2002–2013, 2019–dosud)
- Leo Genovese – klávesy (2022–dosud)
- Linda-Philomène Tsoungui – bicí (2022–dosud)

### Dřívější
- Isaiah Ikey Owens – klávesy (2001–2013)
- Juan Alderete de la Peña – baskytara (2003–2013)
- Adrian Terrazas-Gonzales – flétna, tenorsaxofon, basklarinet a další dechové a bicí nástroje (2004 ve studiu, 2005–2013 na vystoupeních)
- Paul Hinojos – kytara, sound manipulation (2003–2004, oficiálně 2005–2013)
- Jonathan Theodore – bicí (2001 – červenec 2006)
- Blake Fleming – bicí (2001, červenec – říjen 2006)
- Deantoni Parks – bicí (říjen–listopad 2006, listopad 2010–2012)
- Thomas Pridgen – bicí (2007–2010)
- Dave Elitch – bicí (říjen 2009–2010)